# Temple de les Nimfes
El Temple de les Nimfes era un temple de l'Antiga Roma dedicat a les nimfes, referit en diverses fonts i generalment identificat amb les restes en el que és ara la via delle Botteghe Oscure. Va ser fundat al segle iii aC o a l'inici del segle ii aC. Va patir un incendi a mitjan segle i aC i probablement també l'afectaria l'incendi de tota la ciutat l'any 80. Aquest temple es trobava al Camp de Mart.

## Descripció
La planta del temple s'ha conservat en un fragment de Forma Urbis severiana, en què és presentada a l'interior del Porticus Minucia, com un temple perípter, amb vuit columnes a la façana (octastil) i dues fileres de sis columnes a cada costat. El temple estava en posició excèntrica en relació amb el pòrtic, que se n'alçaria al voltant en un segon moment.
Les restes de la via delle Botteghe Oscure es van descobrir al 1938 i es feren visibles al costat de la via moderna; dues de les columnes s'alçaren al 1954. Les restes permeten identificar les diferents etapes de l'edifici: el nucli de l'obra cimentada dins el podi que remunta al segle II ae, les bases de les columnes i les motllures del podi actualment visibles han estat datades de mitjan segle I ae i els elements arquitectònics de marbre continuen a l'àrea, incloent-hi un fris arquitrau amb instruments de sacrifici, de l'època de Domicià, testimoni tal vegada d'una restauració després de l'incendi de l'any 80.
Segon alguns estudiosos, el temple de la via delle Botteghe Oscure és el Temple des Lars Permarins (normalment considerat el temple de l'àrea sacra de la Plaça Argentina) i el quadripòrtic que el circumdava el porticus Minucia vetus.

## Galeria d'imatges

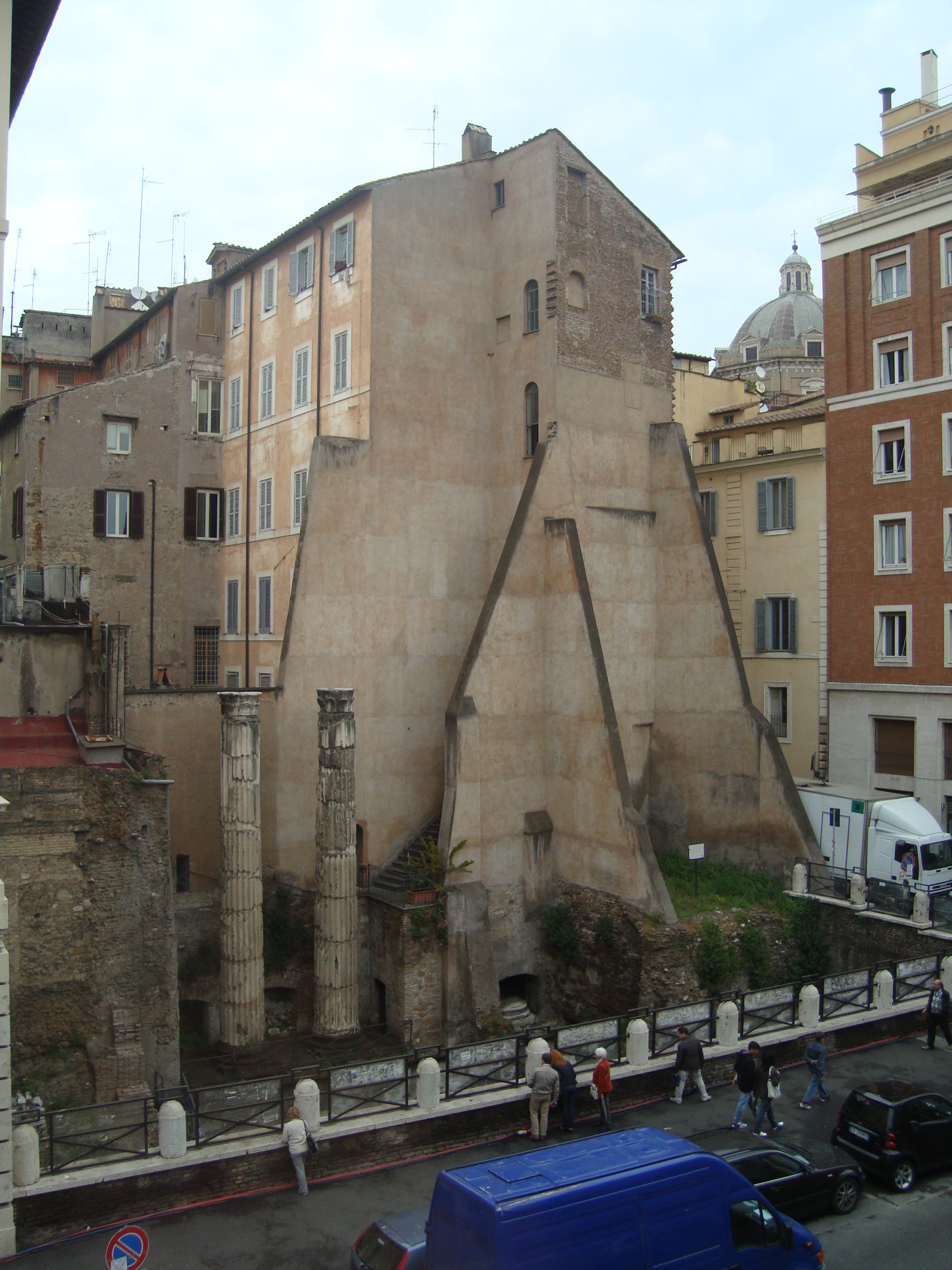
Vista
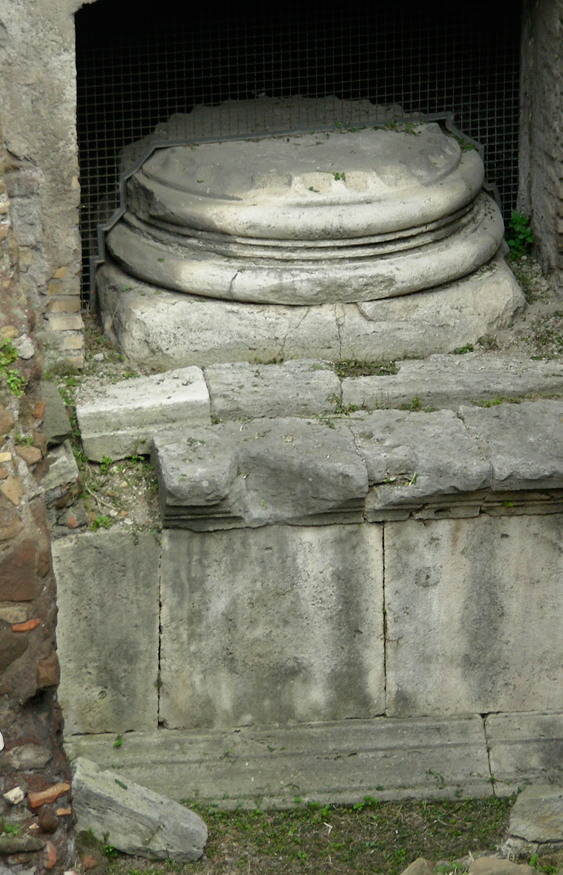
Base i revestiment del podi (segle I ae)
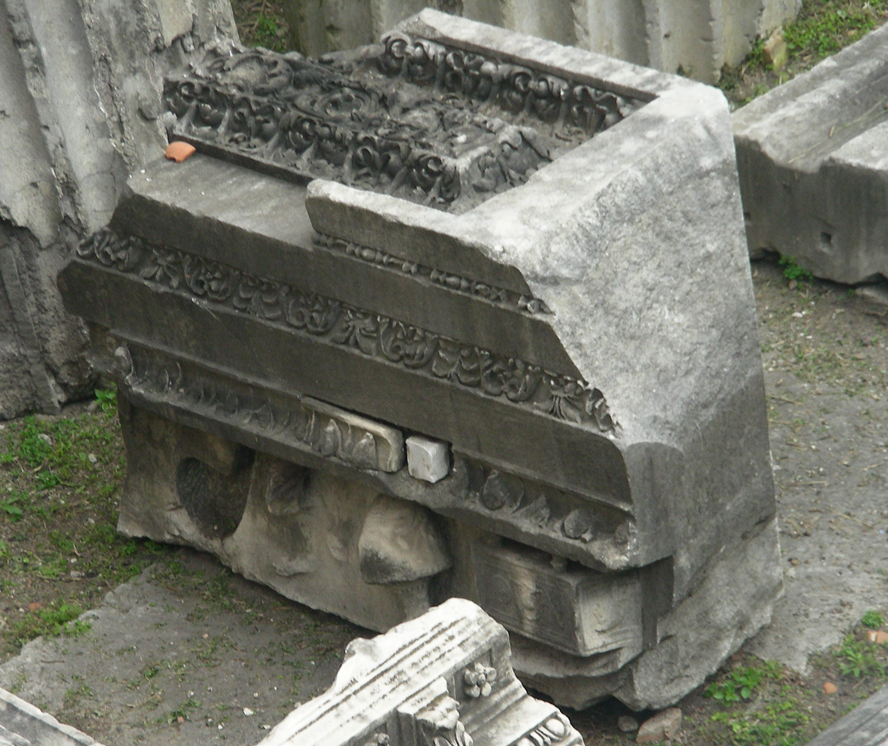
Fris de marbre amb instruments de sacrifici (era de Domicià)